# 토요 하루에
토요 하루에(일본어: 登代 春枝 とよ はるえ[*])는 전 다카라즈카 가극단 유키구미 조장인 배우이다. 중화민국 상해시 출신이다. 재단 시절의 애칭은 "하-상"이다.

## 약력
1940년, 다카라즈카 음악무용학교 (후의 다카라즈카 음악학교)에 입학해, 1942년에 30기생으로써 다카라즈카 가극단에 입단했다. 초무대는 『고향의 노래』이다. 입단 당시 성적은 16명 중 2등이다.
1952년부터 1953년까지 유키구미 조장을 맡았다.
1959년 12월 29일자로 다카라즈카 가극단을 퇴단했다. 최종출연 공연 연목은 츠키구미 공연 『邪宗門／五番街のお嬢さん』이다.

## 재단 시절 주요 무대 출연
- 『ダル・レークの恋』 찬드라 役 (1959년 7월 1일 - 7월 30일：다카라즈카 대극장, 1959년 10월 31일 - 11월 27일：도쿄 다카라즈카 극장)

## 영화 출연
- 『鉄腕涙あり』 테루코 役 (1953년, 토호)
- 『蝶々夫人』 게이샤 役 (1955년)

## 드라마 출연
- 『花簪抄』 (1959년 6월 17일, KTV)
- 『ジャックと豆の木』 (1959년 7월 31일, KTV)